# Sericoides rechencqui
Sericoides rechencqui är en skalbaggsart som beskrevs av Martinez 1972. Sericoides rechencqui ingår i släktet Sericoides och familjen Melolonthidae. Inga underarter finns listade i Catalogue of Life.